# ایرینا یانوویچ
ایرینا یانوویچ (انگلیسی: Iryna Yanovych؛ زادهٔ ۱۴ ژوئیهٔ ۱۹۷۶) دوچرخه‌سوار اهل اوکراین است.
وی در مسابقات کشوری و بین‌المللی در مجموع برندهٔ ۱ مدال برنز شده‌است.